# 出血熱
出血熱（しゅっけつねつ、英語:viral hemorrhagic fever, VHF）は、様々なウイルス感染の結果として起こる、発熱と出血傾向を主症状とする感染症の総称である。

## 概要
様々なウイルス感染の結果として起こる多様な症候群であるが、たいてい高熱、白血球減少、精神状態の変調、易出血性をきたし、死に至ることも多い。
出血熱の中でもエボラ出血熱、マールブルグ熱、クリミア・コンゴ出血熱、ラッサ熱、南米出血熱の5種は特に重篤な症状をきたし致死率が高く、疫学的に人から人へ感染する経路が成立することから、日本では感染症法における一類感染症に指定されており、まとめてウイルス性出血熱、5大出血熱と呼ばれることがある。

## 病原体
出血熱を引き起こすウイルスとして、フィロウイルス科のエボラウイルスとマールブルグウイルス、ラッサウイルスなどのアレナウイルス科のウイルス、ブニヤウイルス科のクリミア・コンゴ出血熱ウイルスやSFTSウイルス、ハンタウイルス、リフトバレー熱ウイルス、フラビウイルス科のデングウイルスや黄熱ウイルス、オムスク出血熱ウイルス、キャサヌル森林病ウイルス、トガウイルス科のチクングニアウイルスなどが有名である。
この中でも特にフィロウイルス科のウイルス（エボラ、マールブルグ）は致死性および感染力の面から最も危険なウイルスと評価されることが多い。

## 感染経路
ウイルスによって様々であるが、エボラ出血熱およびマールブルグウイルスは感染したヒトや動物（サルなど）の血液や排泄物（下痢便など）に触れることによる接触感染が多い。エボラ出血熱で死亡した野生動物の肉を食べて感染したと考えられる症例もある。一般的に空気感染はしないと言われるが、飛沫感染の可能性は否定できない。
ラッサ熱、南米出血熱、腎症候性出血熱はネズミなどの齧歯類から感染することが多く、排泄物も感染源となり得る。
クリミア・コンゴ出血熱や重症熱性血小板減少症候群（SFTS）などは主にダニが媒介する。
デング熱や黄熱、チクングニア熱などはウイルスを持ったカに刺されることで感染する（アルボウイルス）。基本的にヒトからヒトへ伝染することはないが、ごく稀にウイルスに汚染された血液製剤の輸血による感染事例も報告されている。

## 流行地域
基本的にそれぞれの出血熱は限定的な比較的狭い範囲でのみ発生しており、インフルエンザ、エイズ、狂犬病、コレラ、結核、マラリアなどの世界中の広範囲で発生している感染症とは対照的である。だが、出血熱の中でもデング熱、クリミア・コンゴ出血熱、腎症候性出血熱は比較的広い範囲で流行がみられる。
デング熱やチクングニア熱は東南アジアを中心とする世界中の熱帯、亜熱帯地域に広く分布している。日本でも太平洋戦争中に流行した他、2014年（平成26年）には代々木公園で集団感染がみられた。黄熱はアフリカと南アメリカで流行がみられる。
クリミア・コンゴ出血熱は中国西部、南アジア、中央アジア、中東、東ヨーロッパ、アフリカなどの広い地域で流行がみられる。重症熱性血小板減少症候群（SFTS）は主に日本や朝鮮半島などの東アジア地域で発生しているが、近縁なウイルスによる感染症の発生が北アメリカでも報告されている。
ハンタウイルスによる腎症候性出血熱は朝鮮半島、中国、北ヨーロッパ、東ヨーロッパで発生がみられる。日本でも1960年頃に大阪市の梅田地区を中心に流行がみられ、梅田奇病と呼ばれた。また、近年、新種のハンタウイルス（シンノンブレウイルス）が原因のハンタウイルス肺症候群の流行がアメリカ大陸で発生している。
ラッサ熱は西アフリカで流行している。日本では1987年にシエラレオネからの帰国者が発症している。南米出血熱は南アメリカでのみ発生している。
エボラ出血熱およびマールブルグ熱は基本的にアフリカ大陸でのみ散発的に発生している。ただし、2014年の大流行では北アメリカやヨーロッパでも感染者がみられ問題となった。

## 症状
発熱、頭痛、筋肉痛はほぼ必発である。38℃以上の高熱が出ることが多いのが特徴である。下痢や嘔吐などの胃腸炎症状を伴うことも多い。
病名の由来である出血傾向は初期では鼻血や歯肉出血、小規模の紫斑程度の軽いものであるが、進行すると大規模な紫斑や消化管出血、脳内出血がみられることがある。末期および死亡例では消化管出血による大量の吐血と下血（血便）がみられることが多い。
なお、出血症状自体が直接の死因になることはほとんどなく、激しい下痢による脱水症状や播種性血管内凝固症候群（DIC）による多臓器不全が原因で死に至ることが多い。ちなみに、出血症状がみられるのはDICによって血小板が減少するためである。

## 鑑別疾患
発熱や下痢などは出血熱に限らず、他の感染症でもごく一般的にみられる症状である。そのため、鑑別が重要である。
鑑別が必要な疾患として、インフルエンザ、A型肝炎、E型肝炎、ノロウイルス感染症、腸チフス、パラチフス、細菌性赤痢、ペストなどがある。

## 治療
対症療法による全身状態の改善が基本である。発熱や下痢による脱水症状に対する点滴や、鎮痛剤及びビタミン剤の投与、播種性血管内凝固症候群(DIC) に対する抗凝固薬等の投与が行われる。いずれの出血熱も進行が早く致死率が高いので、早期に治療を開始することが重要である。
なお、アレナウイルス科およびブニヤウイルス科の一部のウイルスによる出血熱に対しては抗ウイルス薬としてリバビリンが有効とされる。しかし、リバビリンはフィロウイルス科およびフラビウイルス科に対しては無効である。エボラウイルスに対する抗ウイルス薬は現在研究途上にある。

## 予防接種
黄熱に対しては有効な予防接種が存在する。黄熱の流行地域では出入国管理に際して黄熱ワクチンの予防接種証明書（イエローカード）の提示が要求される。
腎症候性出血熱とデング熱のワクチンは日本では承認されていない。特にデングワクチンはむしろ重症化を促進する危険性があり安全性に問題があるとされている。
エボラ出血熱に対するワクチンは現在研究途上にある。

## 主な出血熱
- エボラ出血熱
- マールブルグ熱
- クリミア・コンゴ出血熱（CCHF）
- ラッサ熱
- 南米出血熱（アルゼンチン出血熱、ベネズエラ出血熱、ブラジル出血熱、ボリビア出血熱）
- ダニ媒介脳炎（Tick-borne encephalitis）
- オムスク出血熱
- キャサヌル森林出血熱
- チクングニア熱
- 黄熱
- デング熱
- オニオニオン熱
- 腎症候性出血熱（ハンターンウイルス、ソウルウイルス、ドブラバウイルス、タイランドウイルス、プーマラウイルスによるもの）
- ハンタウイルス肺症候群
- 重症熱性血小板減少症候群（SFTS）
- リフトバレー熱

|                      | エボラ出血熱 | マールブルク病                                                         | ラッサ熱 | 南米出血熱                         | クリミア・コンゴ出血熱（CCHF）                                                                                 | 重症熱性血小板減少症候群（SFTS）                                                                                           | 腎症候性出血熱                                                        | ハンタウイルス肺症候群                                         | 黄熱                                                            | デング熱（デング出血熱） |
| -------------------- | --- | ---------------------------------------------------------------------- | --- | ---------------------------------- | --- | --- | --------------------------------------------------------------------- | -------------------------------------------------------------- | --------------------------------------------------------------- | --- |
| 病原体               | フィロウイルス科 エボラウイルス | フィロウイルス科 マールブルクウイルス                                  | アレナウイルス科 ラッサウイルス | アレナウイルス科のウイルス         | ブニヤウイルス科 クリミア・コンゴ出血熱ウイルス                                                                | ブニヤウイルス科 重症熱性血小板減少症候群ウイルス                                                                          | ブニヤウイルス科 ハンタウイルス                                       | ブニヤウイルス科 シンノンブレウイルス （新世界ハンタウイルス） | フラビウイルス科 黄熱ウイルス                                   | フラビウイルス科 デングウイルス                                                                                                   |
| 自然宿主             | 不明（オオコウモリ科が有力と考えられている） | 不明（オオコウモリ科が有力と考えられている）                           | ネズミ | ネズミ                             | ウシ科の大型哺乳類（ウシ、ヤギ、ヒツジなど）                                                                   | 不明 | ネズミ                                                                | ネズミ                                                         | サル                                                            | ヒト |
| 主な感染経路         | 感染したヒトや動物（サルなど）の血液や排泄物に触れることによる接触感染 | 感染したヒトや動物（サルなど）の血液や排泄物に触れることによる接触感染 | ネズミとその排泄物を介した接触感染 | ネズミとその排泄物を介した接触感染 | ウイルスを持ったマダニに咬まれることによるベクター感染                                                         | ウイルスを持ったマダニに咬まれることによるベクター感染                                                                     | ネズミとその排泄物を介した接触感染                                    | ネズミとその排泄物を介した接触感染                             | ウイルスを持ったカに刺されることによるベクター感染              | ウイルスを持ったカに刺されることによるベクター感染                                                                                |
| ヒトからヒトへの伝染 | あり | あり                                                                   | あり | あり                               | あり | あり | なし                                                                  | なし                                                           | なし                                                            | なし |
| 流行地域             | アフリカ中央部 | アフリカ                                                               | 西アフリカ | 南アメリカ                         | 中国西部、南アジア、中央アジア、中東、東ヨーロッパ、アフリカ                                                   | 東アジア（日本、朝鮮半島、中国東部）、北アメリカ                                                                           | 朝鮮半島、中国、北ヨーロッパ、東ヨーロッパ                            | 北アメリカ、中央アメリカ、南アメリカ                           | アフリカ、南アメリカ                                            | 台湾、東南アジア、南アジア、アフリカ、中央アメリカ、カリブ海地域、南アメリカ、オセアニア                                          |
| 主な症状             | 発熱、頭痛、筋肉痛、腹痛、水様性下痢、嘔吐。 進行すると消化器などから出血や播種性血管内凝固症候群（DIC）が起こることがある。 なお、病名の由来である出血症状はすべての患者にみられるわけではない。 | エボラ出血熱に似ているが、発疹と肝不全が顕著であることが多い。         | 発熱、筋肉痛、咳、下痢、嘔吐など、インフルエンザに似ている。 進行すると脱毛、顔の浮腫、胸水、消化器からの出血、腎不全などがみられる。 麻痺、難聴、流産などの後遺症がみられることもある。 | ラッサ熱に似ている。               | 発熱、頭痛、筋肉痛、結膜炎、紫斑、鼻血など。 肝不全や腎不全もみられる。 出血熱の中で最も出血傾向が顕著である。 | 発熱、腹痛、下痢、嘔吐など。 重症例では消化器から出血することもある。 消化器症状が強いのでノロウイルスなどとの鑑別が重要。 | 発熱、頭痛、嘔吐など。 重症例では腎不全と消化器からの出血がみられる。 | 発熱、頭痛、筋肉痛、嘔吐、下痢、咳、肺水腫、呼吸困難           | 発熱、頭痛、筋肉痛、嘔吐など。 重症例では黄疸、肝不全、腎不全。 | 発熱、頭痛、筋肉痛、関節痛、発疹、下痢、嘔吐など。 重症例では消化器からの出血を起こす。 2回目以降の感染で重症化のリスクが高まる。 |
| 致死率               | 40〜90% | 25〜80%                                                                | 重症例の15% | 20〜30%                            | 20〜30% | 10〜30% | 5〜10%                                                                | 40〜50%                                                        | 20〜50%                                                         | 全体の1%以下、重症例では20％ |
| 治療法               | 対症療法 | 対症療法                                                               | リバビリン | リバビリン                         | リバビリン | 対症療法 | リバビリン                                                            | 対症療法                                                       | 対症療法                                                        | 対象療法 |
| 予防ワクチン         | 研究途上 | なし                                                                   | なし | なし                               | なし | なし | 日本では未承認                                                        | なし                                                           | 黄熱ワクチン                                                    | 日本では未承認 |
| 感染症法             | 一類感染症 | 一類感染症                                                             | 一類感染症 | 一類感染症                         | 一類感染症 | 四類感染症 | 四類感染症                                                            | 四類感染症                                                     | 四類感染症                                                      | 四類感染症 |